# Giọng hát Việt (mùa 6)
Mùa thứ sáu của Giọng hát Việt, một cuộc thi âm nhạc tương tác truyền hình thực tế, bắt đầu từ ngày 14 tháng 4 năm 2019 trên sóng VTV3, Đài Truyền hình Việt Nam.
Chương trình làm theo khuôn mẫu và sản xuất dựa theo bản nhượng quyền từ chương trình truyền hình Hà Lan The Voice of Holland, sáng tạo và phát triển bởi John de Mol lần đầu tiên vào 2010 và tương tự như chương trình The Voice (Mỹ).
Bốn giám khảo cho mùa thứ sáu là nhạc sỹ Hồ Hoài Anh, ca sĩ Thanh Hà, danh ca Tuấn Ngọc và ca sĩ Tuấn Hưng. Họ sẽ dẫn dắt một nhóm gồm 10 người (trừ đội HLV Hồ Hoài Anh được lựa chọn không giới hạn nhưng phải tuân theo những quy tắc nhất định). Các thí sinh sẽ trải qua 4 vòng thi: Giấu mặt, Đối đầu, Đo ván và Biểu diễn trực tiếp để tìm ra quán quân của chương trình.
Huấn luyện viên ở mùa thứ sáu có sự thay đổi hoàn toàn so với mùa trước. Họ được công bố vào ngày 12 tháng 3 năm 2019. Tuấn Hưng quay lại làm HLV sau hai mùa vắng bóng từ mùa 3 năm 2015. Đây cũng là mùa thứ hai Tuấn Hưng tham gia chương trình với tư cách trên. Hai HLV Thanh Hà và Tuấn Ngọc lần đầu tiên tham gia chương trình với vai trò này. Cựu huấn luyện viên của Giọng hát Việt nhí cùng Lưu Hương Giang Hồ Hoài Anh tham gia chương trình với tư cách một huấn luyện viên hoàn toàn mới. Lưu Thiên Hương tiếp tục làm giám đốc âm nhạc cho chương trình trong mùa thi này.
Trong đêm chung kết diễn ra và được truyền hình trực tiếp vào ngày 21 tháng 7 năm 2019, thí sinh Hoàng Đức Thịnh của đội Tuấn Ngọc đã chiến thắng với tổng tỉ lệ bình chọn trên tổng đài 1050 và trang báo điện tử Saostar.vn áp đảo (35,93%) và trở thành quán quân của Giọng hát Việt mùa thứ sáu. Đây là lần đầu tiên Tuấn Ngọc làm HLV Giọng hát Việt và lần đầu tiên trở thành huấn luyện viên chiến thắng. Giải á quân thuộc về các thí sinh: Lâm Bảo Ngọc (đội Tuấn Hưng) với 28,82%, nhóm Dominix gồm các thí sinh Võ Đức Trí, Hoàng Đức Toàn, Nguyễn Minh Huy và Nguyễn Quang Hiếu (đội Thanh Hà) với tỉ lệ 14,69%, thí sinh Nguyễn Hải Anh (Layla) (đội Hồ Hoài Anh) với 14,15% và thí sinh Trần Lê Bích Tuyết (đội Thanh Hà) với tỉ lệ bình chọn 6,43%.

## Đội
Chú thích
| - Quán quân - Á quân - Giải ba - Giải tư - GIải năm | - Thí sinh bị loại ở vòng Liveshow - Thí sinh được cứu lại bởi HLV Hồ Hoài Anh trong vòng Đo ván - Thí sinh bị loại ở vòng Đo ván - Thí sinh được cứu lại bởi HLV khác - Thí sinh bị loại ở vòng Đối đầu |

| HLV | Top 45 thí sinh                        | Top 45 thí sinh                               | Top 45 thí sinh                                         | Top 45 thí sinh   | Top 45 thí sinh     | Top 45 thí sinh |
| --- | -------------------------------------- | --------------------------------------------- | ------------------------------------------------------- | ----------------- | ------------------- | --------------- |
| Hồ Hoài Anh |                                        |                                               |                                                         |                   |                     |                 |
| Nguyễn Hải Anh | Trần Thị Dung                          | Huỳnh Công Luận                               | Phạm Thị Bảo Trân                                       | Vũ Đức Thịnh      | Nguyễn Cát Tiên     |                 |
| Nguyễn Khánh Linh | Nguyễn Tùng Hiếu                       | Hoàng Đình Quân                               | Nguyễn Thùy Dương                                       | Đinh Nho Khoa     | Hoàng Tùng Anh      |                 |
| Nguyễn Thị Trang | Trần Hà Thu                            | Nguyễn Quốc Khánh Lưu Vũ Đình Huy Trần Vũ Huy | Lê Văn Khả My Lê Khánh Linh Võ Nguyễn Quỳnh Như Lê Diễm | Nguyễn Cathy      |                     |                 |
| Thanh Hà |                                        |                                               |                                                         |                   |                     |                 |
| Võ Đức Trí Hoàng Đức Toàn Nguyễn Minh Huy Nguyễn Quang Hiếu                                                                                               | Trần Lê Bích Tuyết                     | Diêu Ngọc Bích Trâm                           | Trần Đức Trường                                         | Nguyễn Châu Nhi   | Bùi Tuấn Anh        |                 |
| Đinh Bảo Yến | Lê Sỹ Thanh Hà Duy Trường Hà Việt Dũng | Nguyễn Hoài Vũ                                | Vũ Xuân Đạt                                             |                   |                     |                 |
| Tuấn Ngọc |                                        |                                               |                                                         |                   |                     |                 |
| Hoàng Đức Thịnh | Vũ Xuân Đạt                            | Văn Võ Ngọc Nhân                              | Vương Chí Bảo                                           | Nguyễn Thảo Vân   | Phan Thị Huỳnh Giao |                 |
| Trần Hồng Liên | Nguyễn Trương Minh Nguyệt              | Nguyễn Hoàng My                               | Nguyễn Hải Anh                                          | Trần Duy Đạt      |                     |                 |
| Tuấn Hưng |                                        |                                               |                                                         |                   |                     |                 |
| Lâm Bảo Ngọc | Trần Duy Đạt                           | Trần Hằng My                                  | Ella Beth                                               | Nguyễn Hoàng Bách | Đỗ Hoài Nam         |                 |
| Lê Hồng Hòa Lê Hồng Hiếu | David Bryan                            | Nguyễn Thanh Long                             | Nguyễn Hoàng Huy                                        | Nguyễn Cathy      |                     |                 |
| Chú thích: Tên thí sinh bị in nghiêng là các thí sinh cướp được từ một đội khác. (tên thí sinh ở đội cũ sẽ bị gạch ngang và bị tô đen ở danh sách đội đó) |                                        |                                               |                                                         |                   |                     |                 |

## Vòng Blind Audition (Giấu mặt)
Trong vòng giấu mặt, các huấn luyện viên sẽ tiến hành "tuyển quân" để tìm cho mình một đội 10 người. Các huấn luyện viên sẽ ngồi quay lưng lại với thí sinh và không được biết bất cứ thông tin gì của thí sinh trừ giọng hát. Khi họ thấy muốn "tuyển" thí sinh đó vào đội thì phải nhấn nút "TÔI CHỌN BẠN" trong khi phần thi của thí sinh chưa kết thúc. Nếu chỉ một huấn luyện viên quay lại, thí sinh sẽ về đội người đó. Nếu có nhiều huấn luyện viên quay lại, thí sinh được phép chọn lựa huấn luyện viên mình thích và huấn luyện viên cũng được phép dùng mọi cách để "chiêu mộ nhân tài" cho đội của mình. Huấn luyện viên đã đầy chỗ sẽ dừng tuyển trong khi các huấn luyện viên khác tiếp tục. Vòng giấu mặt kết thúc ngay khi tất cả các huấn luyện viên dừng tuyển vì đủ chỗ. Ở các ghế ngồi của các huấn luyện viên ở mùa thi này vẫn sẽ có thêm nút Block (chặn), có chức năng ngăn chặn một huấn luyện viên khác giành một thí sinh khi họ xoay ghế lại (trừ HLV Hồ Hoài Anh). Với luật thi mới của mùa thứ 6, HLV Hồ Hoài Anh là HLV duy nhất sẽ không xoay ghế bất kể có hay không ấn nút chọn và có được quyền năng chọn thí sinh không giới hạn. Đặc biệt, nút lựa chọn của HLV này còn được tính hợp lệ trong mọi khoảnh khắc, ngay cả khi thí sinh đã rời sân khấu nhưng bên cạnh đó HLV Hồ Hoài Anh chỉ được nhận thí sinh về đội nếu như ba đội còn lại không bấm chọn thí sinh đó. Bên cạnh nút Block (chặn), Giọng hát Việt 2019 còn bổ sung quyền năng hoàn toàn mới để giúp các HLV xoay chuyển tình thế vào những phút cuối cùng để có được đội hình ưng ý nhất mang tên Switch (chuyển đổi). Trong trường hợp đã lựa chọn đủ 10 thành viên nhưng lại yêu thích 1 thí sinh trình diễn sau đó, HLV có thể ấn nút Switch để hoán đổi 1 trong 10 nhân tố đang có với gương mặt mới. Điều đó đồng nghĩa với việc, các thí sinh đã được lựa chọn cũng có thể bị loại bất cứ lúc nào.
| Chú giải | Giám khảo nhấn nút "TÔI CHỌN BẠN" | Thí sinh bị loại vì không giám khảo nào nhấn nút "TÔI CHỌN BẠN" | Thí sinh được từ 2 giám khảo lựa chọn trở lên | Thí sinh chỉ có một giám khảo để lựa chọn | Giám khảo được thí sinh chọn vào đội | CHẶN Giám khảo bị chặn khi nhấn nút "TÔI CHỌN BẠN" | Thí sinh đã được lựa chọn nhưng bị switch bởi thí sinh khác |

### Tập 1 (14/04/2019)
| Thứ tự | Thí sinh                                                    | Tuổi        | Quê quán                                         | Bài hát (Sáng tác)                                                   | Lựa chọn của thí sinh và giám khảo | Lựa chọn của thí sinh và giám khảo | Lựa chọn của thí sinh và giám khảo | Lựa chọn của thí sinh và giám khảo |
| Thứ tự | Thí sinh                                                    | Tuổi        | Quê quán                                         | Bài hát (Sáng tác)                                                   | Hồ Hoài Anh                        | Thanh Hà                           | Tuấn Ngọc                          | Tuấn Hưng                          |
| ------ | ----------------------------------------------------------- | ----------- | ------------------------------------------------ | -------------------------------------------------------------------- | ---------------------------------- | ---------------------------------- | ---------------------------------- | ---------------------------------- |
| 1      | Bùi Tuấn Anh                                                | 19          | Thành phố Hồ Chí Minh                            | When I was your man (Bruno Mars)                                     |                                    |                                    | —                                  |                                    |
| 2      | Đinh Bảo Yến                                                | 23          | Thành phố Hồ Chí Minh                            | Em ngày xưa khác rồi (Vương Anh Tú)                                  | —                                  |                                    |                                    |                                    |
| 3      | Đỗ Hoài Nam                                                 | 33          | Thành phố Hồ Chí Minh                            | Perfect (Ed Sheeran)                                                 |                                    | —                                  | —                                  |                                    |
| 4      | Hoàng Đức Thịnh                                             | 28          | Hải Phòng                                        | Cần lắm (Hoàng Rapper)                                               | —                                  | —                                  |                                    |                                    |
| 5      | Vũ Đức Thịnh                                                | 24          | Hải Phòng                                        | Em ơi (Vũ Cát Tường)                                                 |                                    | —                                  | —                                  | —                                  |
| 6      | Nguyễn Cát Tiên                                             | ?           | Yên Bái                                          | Buông tay - Dựa (Lưu Thiên Hương)                                    |                                    | —                                  | —                                  | —                                  |
| 7      | Nguyễn Thanh Long                                           | 20          | Đà Nẵng                                          | Góc ban công (Vũ Cát Tường)                                          | —                                  | —                                  | —                                  |                                    |
| 8      | Trần Duy Đạt                                                | 24          | Huế                                              | Năm ấy (Nguyễn Hoàng Duy)                                            |                                    |                                    |                                    |                                    |
| 9      | Nguyễn Khánh Linh                                           | 22          | Hà Nội                                           | I'm in love (Vũ Đức Thiện)                                           |                                    | —                                  | —                                  | —                                  |
| 10     | Nguyễn Tùng Hiếu                                            | 21          | Thành phố Hồ Chí Minh                            | Đừng xin lỗi nữa (Tăng Nhật Tuệ, Bungkydon Kim)                      |                                    | —                                  | —                                  | —                                  |
| 11     | Nguyễn Ngọc Lượng                                           | ?           | Hải Phòng                                        | Lạc nhau có phải muôn đời (Triết Phạm)                               | —                                  | —                                  | —                                  | —                                  |
| 12     | Kiều Phan Quốc Lân                                          | ?           | Thành phố Hồ Chí Minh                            | Flashlight (Sia Furler, Christian Guzman, Jason Moore, Sam Smith)    | —                                  | —                                  | —                                  | —                                  |
| 13     | Võ Đức Trí Hoàng Đức Toàn Nguyễn Minh Huy Nguyễn Quang Hiếu | 23 22 21 20 | An Giang Gia Lai Thành phố Hồ Chí Minh Thái Bình | Một đêm say - Mượn rượu tỏ tình (Thịnh Suy - Tiên Cookie, Big Daddy) |                                    |                                    |                                    |                                    |

### Tập 2 (21/04/2019)
| Thứ tự | Thí sinh                               | Tuổi | Quê quán               | Bài hát (Sáng tác)                                                                           | Lựa chọn của thí sinh và giám khảo | Lựa chọn của thí sinh và giám khảo | Lựa chọn của thí sinh và giám khảo | Lựa chọn của thí sinh và giám khảo |
| Thứ tự | Thí sinh                               | Tuổi | Quê quán               | Bài hát (Sáng tác)                                                                           | Hồ Hoài Anh                        | Thanh Hà                           | Tuấn Ngọc                          | Tuấn Hưng                          |
| ------ | -------------------------------------- | ---- | ---------------------- | -------------------------------------------------------------------------------------------- | ---------------------------------- | ---------------------------------- | ---------------------------------- | ---------------------------------- |
| 1      | Nguyễn Hải Anh                         | 23   | Hà Nội                 | Without me (Ashley Frangipane)                                                               |                                    |                                    |                                    |                                    |
| 2      | Lê Sỹ Thanh Hà Duy Trường Hà Việt Dũng | ?    | Hà Nội Sơn La Hòa Bình | Say tình - Bùa yêu (Nhạc nước ngoài. Lời Việt: Quốc Tuấn Tiên Cookie, Phạm Thanh Hà, DươngK) | —                                  |                                    | —                                  | —                                  |
| 3      | Văn Võ Ngọc Nhân                       | 22   | Phú Yên                | Anh đang ở đâu đấy anh (Trương Nguyễn Hoài Nam)                                              | —                                  | —                                  |                                    | CHẶN                               |
| 4      | Lê Minh Triết                          | ?    | ?                      | Là anh đó (Trương Nguyễn Hoài Nam)                                                           | —                                  | —                                  | —                                  | —                                  |
| 5      | Nguyễn Ngọc Long                       | ?    | ?                      | Lạ lùng (Vũ)                                                                                 | —                                  | —                                  | —                                  | —                                  |
| 6      | Phan Thị Huỳnh Giao                    | 20   | Bến Tre                | Shallow (Lady Gaga)                                                                          | —                                  | —                                  |                                    | —                                  |
| 7      | David Bryan                            | 34   | Anh                    | Somebody to love (Freddie Mercury)                                                           |                                    |                                    |                                    |                                    |
| 8      | Trần Hằng My                           | 16   | Hà Nội                 | Dangerous woman (Johan Carlsson, Max Martin, Ross Golan)                                     |                                    |                                    |                                    |                                    |
| 9      | Phạm Thị Bảo Trân                      | 25   | Bình Dương             | New rules (Caroline Ailin, Emily Warren, Kirkpatrick)                                        |                                    | —                                  | —                                  | —                                  |
| 10     | Nguyễn Hoài Vũ                         | 28   | Thành phố Hồ Chí Minh  | Careless whisper (Andrew J. Ridgeley, George Michael)                                        |                                    |                                    |                                    |                                    |
| 11     | Hoàng Đình Quân                        | 26   | Hà Nội                 | Ngày mai em đi (Thái Thịnh)                                                                  |                                    | —                                  | —                                  | —                                  |
| 12     | Nguyễn Thị Thùy Dương                  | 18   | Hà Nội                 | Sao anh vẫn chờ (Lưu Thiên Hương)                                                            |                                    | —                                  | —                                  | —                                  |
| 13     | Đinh Nho Khoa                          | 20   | Thành phố Hồ Chí Minh  | The sound of silence (Paul Simon)                                                            |                                    | —                                  | —                                  | —                                  |
| 14     | Diêu Ngọc Bích Trâm                    | 19   | Hà Nội                 | I'll never love again (Lady Gaga)                                                            |                                    |                                    |                                    | CHẶN                               |

### Tập 3 (28/04/2019)
| Thứ tự | Thí sinh                  | Tuổi | Quê quán              | Bài hát (Sáng tác)                              | Lựa chọn của thí sinh và giám khảo | Lựa chọn của thí sinh và giám khảo | Lựa chọn của thí sinh và giám khảo | Lựa chọn của thí sinh và giám khảo |
| Thứ tự | Thí sinh                  | Tuổi | Quê quán              | Bài hát (Sáng tác)                              | Hồ Hoài Anh                        | Thanh Hà                           | Tuấn Ngọc                          | Tuấn Hưng                          |
| ------ | ------------------------- | ---- | --------------------- | ----------------------------------------------- | ---------------------------------- | ---------------------------------- | ---------------------------------- | ---------------------------------- |
| 1      | Ella Beth                 | 28   | Úc                    | Hương ngọc lan (Nhạc: Anh Quân, Lời: Dương Thụ) |                                    | —                                  | —                                  |                                    |
| 2      | Nguyễn Tiến Việt          | 26   | Hà Nội                | Đã lỡ yêu em nhiều (JustaTee)                   | —                                  | —                                  | —                                  | —                                  |
| 3      | Nguyễn Hoàng My           | ?    | Đắk Lắk               | Sway (Luis Demetrio, Paslo Beltran Ruiz)        |                                    |                                    |                                    |                                    |
| 4      | Nguyễn Hoàng Bách         | 22   | Hà Nam                | Cơn mưa tháng 5 (Nhóm Bức tường)                |                                    | —                                  | —                                  |                                    |
| 5      | Trần Lê Bích Tuyết        | 20   | Thành phố Hồ Chí Minh | Đã bao lần (Vương Vũ)                           | —                                  |                                    |                                    |                                    |
| 6      | Phạm Anh Vũ               | 27   | Hà Nội                | Chẳng nói nên lời (Nguyễn Hoàng Dũng)           | —                                  | —                                  | —                                  | —                                  |
| 7      | Nguyễn Trương Minh Nguyệt | 26   | Hà Nội                | Dù chỉ là (Khắc Hưng)                           | —                                  | —                                  |                                    | —                                  |
| 8      | Huỳnh Công Luận           | 25   | Khánh Hòa             | Chỉ một câu (Phạm Toàn Thắng)                   |                                    | —                                  | —                                  | —                                  |
| 9      | Lương Thu Uyên            | 22   | An Giang              | Yêu mình anh (Dada)                             | —                                  | —                                  | —                                  | —                                  |
| 10     | Trần Hồng Liên            | 19   | Thành phố Hồ Chí Minh | Thank you, next (Ariana Grande)                 |                                    | —                                  |                                    | —                                  |
| 11     | Hoàng Tùng Anh            | ?    | Hà Nội                | Daydreams (Soobin Hoàng Sơn, Big Daddy)         |                                    | —                                  | —                                  | —                                  |
| 12     | Nguyễn Thị Trang          | ?    | Bắc Ninh              | Và em có anh (Lee Han Boem. Lời Việt: Quốc Bảo) |                                    | —                                  | —                                  | —                                  |
| 13     | Trần Đức Trường           | 21   | Đồng Nai              | Dù chẳng phải anh (Đinh Mạnh Ninh)              |                                    |                                    |                                    |                                    |

### Tập 4 (05/05/2019)
| Thứ tự | Thí sinh                                                | Tuổi  | Quê quán                              | Bài hát (Sáng tác)                                                 | Lựa chọn của thí sinh và giám khảo | Lựa chọn của thí sinh và giám khảo | Lựa chọn của thí sinh và giám khảo | Lựa chọn của thí sinh và giám khảo |
| Thứ tự | Thí sinh                                                | Tuổi  | Quê quán                              | Bài hát (Sáng tác)                                                 | Hồ Hoài Anh                        | Thanh Hà                           | Tuấn Ngọc                          | Tuấn Hưng                          |
| ------ | ------------------------------------------------------- | ----- | ------------------------------------- | ------------------------------------------------------------------ | ---------------------------------- | ---------------------------------- | ---------------------------------- | ---------------------------------- |
| 1      | Trần Thị Dung                                           | 21    | Thành phố Hồ Chí Minh                 | Chuyện nắng (Bao)                                                  |                                    | —                                  | CHẶN                               |                                    |
| 2      | Nguyễn Trần Minh Tân                                    | 22    | Thành phố Hồ Chí Minh                 | 7 rings (Ariana Grande)                                            | —                                  | —                                  | —                                  | —                                  |
| 3      | Nguyễn Cathy                                            | 16    | Hà Nội                                | Hero (Mariah Carey, Walter Afanasieff)                             |                                    |                                    |                                    |                                    |
| 4      | Lê Hồng Hòa Lê Hồng Hiếu                                | 22    | Bà Rịa – Vũng Tàu                     | Đừng yêu (Trang Pháp)                                              | —                                  | —                                  |                                    |                                    |
| 5      | Nguyễn Châu Nhi                                         | 19    | Úc                                    | Always remember us this way (Lady Gaga)                            | —                                  |                                    | —                                  | —                                  |
| 6      | Nguyễn Thảo Vân                                         | 22    | Hà Nội                                | Thanh âm (Hoàng Khánh Linh)                                        | —                                  | —                                  |                                    |                                    |
| 7      | Vương Chí Bảo                                           | 23    | Thành phố Hồ Chí Minh                 | How am I supposed to live without you (Doug Jamer, Michael Bolton) | —                                  |                                    |                                    |                                    |
| 8      | Vũ Xuân Đạt                                             | 17    | Hà Nội                                | Ôi trời ơi (Bùi Công Nam)                                          | —                                  |                                    | —                                  | —                                  |
| 9      | Nguyễn Quốc Khánh Lưu Vũ Đình Huy Trần Vũ Huy           | 28 25 | Đắk Lắk Lâm Đồng Khánh Hòa            | Giữ lấy làm gì (Đoàn Thế Lân)                                      |                                    | —                                  | —                                  | —                                  |
| 10     | Trần Hà Thu                                             | 23    | Hà Nội                                | Nếu mai này (Khắc Hưng)                                            |                                    | —                                  | —                                  | —                                  |
| 11     | Nguyễn Hoàng Huy                                        | 23    | Hà Nội                                | Bản Ballad cho... (Lưu Thiên Hương)                                | —                                  | —                                  | —                                  |                                    |
| 12     | Nguyễn Phương Thúy                                      | ?     | ?                                     | Lệ đá (Nhạc: Trần Trịnh. Thơ: Hà Huyền Chi)                        | —                                  | —                                  | —                                  | —                                  |
| 13     | Lê Văn Khả My Lê Khánh Linh Võ Nguyễn Quỳnh Như Lê Diễm | ?     | Đà Nẵng Đắk Lắk Thành phố Hồ Chí Minh | Phai (Vũ Cát Tường)                                                |                                    | —                                  | —                                  | —                                  |
| 14     | Lâm Bảo Ngọc                                            | 23    | Nam Định                              | If (Vũ Cát Tường)                                                  |                                    |                                    |                                    |                                    |

## Vòng Battle (Đối đầu)
Mỗi Huấn luyện viên sẽ chia 10 thí sinh trong đội của mình làm 5 cặp song ca, đồng thời chọn cho mỗi cặp song ca một bài hát. Hai thí sinh này sẽ được chính huấn luyện viên và người cộng tác (của huấn luyện viên đó) hướng dẫn để có phần trình diễn tốt nhất trên sân khấu.
Sau thời gian hướng dẫn, vòng đối đầu được ghi hình. Sân khấu sẽ được thiết kế giống như một võ đài và hai thí sinh bước ra cùng trình diễn bài hát đã được tập trước các huấn luyện viên. Sau cuộc thi đấu, các huấn luyện viên đưa ra lời nhận xét. Ba huấn luyện viên còn lại có thể đưa ra dự đoán thí sinh lọt vào vòng trong theo ý thích, nhưng quyền quyết định thí sinh nào ở lại và thí sinh nào ra về lại thuộc về huấn luyện viên chủ quản của hai thí sinh đó.
Sau khi huấn luyện viên chủ quản nhận xét xong thì sẽ quyết định một người lọt vào vòng Đo ván. Thí sinh còn lại chính thức không còn là người của đội huấn luyện viên chủ quản. Khi đó, ba huấn luyện viên còn lại chính thức bước vào cuộc cạnh tranh mới: cứu thí sinh. Nếu họ thích thí sinh bị loại này, họ có quyền nhấn vào nút "CỨU" trước mặt. Lúc này luật chơi lại giống vòng Giấu mặt. Nếu thí sinh chỉ có một huấn luyện viên cứu thì mặc nhiên thí sinh đó thuộc về huấn luyện viên này và lọt vào vòng Đo ván. Nếu thí sinh có nhiều huấn luyện viên muốn cứu thì quyền quyết định theo đội nào sẽ thuộc về thí sinh. Mỗi huấn luyện viên có 1 quyền cứu 1 thí sinh từ những đội khác qua đội mình cho vòng tiếp theo.
Ngoài ra, trong vòng đối đầu mùa 6 có 1 luật mới "Last choice": HLV sẽ có quyền đưa thí sinh đã bị loại của đội mình vào chiếc ghế chờ của đội mình và chiếc ghế chờ sẽ liên tục đổi người tùy vào quyết định của HLV. Nếu HLV đưa thí sinh mới vào chiếc ghế chờ thì thí sinh đang ngồi ghế chờ sẽ bị loại để thí sinh đó thay thế. Sau khi 5 cặp đấu của đội đã hoàn thành, thí sinh trụ lại ở chiếc ghế chờ cuối cùng sẽ có cơ hội cuối cùng đi tiếp với đội cùng với 5 thí sinh đã chiến thắng ở các trận đấu trước đó. Các vị huấn luyện viên còn lại cũng sẽ có 1 quyền "CƯỚP" để cướp thí sinh vừa được HLV chủ quản đưa vào ghế chờ bằng cách nhấn nút trước mặt.  Luật chơi này chỉ áp dụng với đội Thanh Hà, Tuấn Ngọc và Tuấn Hưng. Sau vòng Đối đầu, mỗi đội sẽ có 7 thí sinh (nhóm thí sinh) đi tiếp vào vòng Đo ván.
Riêng HLV Hồ Hoài Anh có 1 đặc quyền, đó là HLV Hồ Hoài Anh sẽ được tự quy định hình thức thi đấu và cách thức loại của đội mình mà không chịu ảnh hưởng của luật thi đối đầu chung giống như 3 đội còn lại. Tuy vậy, anh vẫn được phép cướp thí sinh như những HLV còn lại. 
Danh sách cố vấn của các đội:
| Thứ tự | Đội HLV     | Cố vấn                     |
| ------ | ----------- | -------------------------- |
| 1      | Hồ Hoài Anh | Long Halo                  |
| 2      | Thanh Hà    | Noo Phước Thịnh, Addy Trần |
| 3      | Tuấn Ngọc   | Vũ Cát Tường               |
| 4      | Tuấn Hưng   | Nguyễn Hoàng Duy           |

     – Thắng đối đầu trực tiếp
     – Thua đối đầu trực tiếp và HLV không bấm nút "CỨU"/"CƯỚP" (bị loại)
     – Thua đối đầu trực tiếp nhưng được cứu/cướp
     – Được vào vòng trong nhờ "Last choice"
     – HLV bấm nút "CỨU"/"CƯỚP"  nhưng thí sinh không chọn về đội
     – HLV bấm nút "CỨU"/"CƯỚP" và được thí sinh chọn về đội

### Tập 5 (12/05/2019)
| STT | Đội       | Bài hát đối đầu (Sáng tác)                                 | Thí sinh 1                | Thí sinh 2                                                  | CỨU/CƯỚP    | CỨU/CƯỚP  | CỨU/CƯỚP  |
| --- | --------- | ---------------------------------------------------------- | ------------------------- | ----------------------------------------------------------- | ----------- | --------- | --------- |
| 1   | Thanh Hà  | Sắc màu - Holiday (Trần Tiến - Barry Gibb, Robin Gibb)     | Nguyễn Hoài Vũ            | Bùi Tuấn Anh                                                | HỒ HOÀI ANH | TUẤN NGỌC | TUẤN HƯNG |
| 2   | Tuấn Ngọc | Ngày nắng (Bùi Bảo Anh)                                    | Nguyễn Hoàng My           | Nguyễn Hải Anh                                              | HỒ HOÀI ANH | THANH HÀ  | TUẤN HƯNG |
| 3   | Tuấn Hưng | Đừng nói tôi điên - Buông (Phúc Bồ - Nguyễn Duy Anh)       | Nguyễn Hoàng Huy          | Nguyễn Hoàng Bách                                           | HỒ HOÀI ANH | THANH HÀ  | TUẤN NGỌC |
| 4   | Tuấn Ngọc | Xa (Phương Uyên)                                           | Nguyễn Trương Minh Nguyệt | Nguyễn Thảo Vân                                             | HỒ HOÀI ANH | THANH HÀ  | TUẤN HƯNG |
| 5   | Thanh Hà  | Sợ yêu - Yêu như ngày yêu cuối (Hoàng Nhã - Tăng Nhật Tuệ) | Diêu Ngọc Bích Trâm       | Võ Đức Trí Hoàng Đức Toàn Nguyễn Minh Huy Nguyễn Quang Hiếu | HỒ HOÀI ANH | TUẤN NGỌC | TUẤN HƯNG |

### Tập 6 (19/05/2019)
| STT | Đội       | Bài hát đối đầu (Sáng tác)                                            | Thí sinh 1                             | Thí sinh 2        | CỨU/CƯỚP    | CỨU/CƯỚP  | CỨU/CƯỚP  |
| --- | --------- | --------------------------------------------------------------------- | -------------------------------------- | ----------------- | ----------- | --------- | --------- |
| 1   | Thanh Hà  | Say ah (Lê Đức Hùng)                                                  | Lê Sỹ Thanh Hà Duy Trường Hà Việt Dũng | Trần Đức Trường   | HỒ HOÀI ANH | TUẤN NGỌC | TUẤN HƯNG |
| 2   | Tuấn Hưng | Symphony (Jack Patterson, Steve Mag, Anmar Malik, Ina Wroldben)       | Ella Beth                              | Trần Hằng My      | HỒ HOÀI ANH | THANH HÀ  | TUẤN NGỌC |
| 3   | Thanh Hà  | Tân thời (Huỳnh Hiền Năng)                                            | Nguyễn Châu Nhi                        | Vũ Xuân Đạt       | HỒ HOÀI ANH | TUẤN NGỌC | TUẤN HƯNG |
| 4   | Tuấn Hưng | Tình nhân ơi - Và thế là hết (Châu Đăng Khoa - Soobin Hoàng Sơn)      | Lê Hồng Hòa Lê Hồng Hiếu               | Nguyễn Thanh Long | HỒ HOÀI ANH | THANH HÀ  | TUẤN NGỌC |
| 5   | Tuấn Ngọc | Như những phút ban đầu - Trái tim bên lề (Tiến Minh - Phạm Khải Tuấn) | Hoàng Đức Thịnh                        | Văn Võ Ngọc Nhân  | HỒ HOÀI ANH | THANH HÀ  | TUẤN HƯNG |

### Tập 7 (26/05/2019)
| STT | Đội       | Bài hát đối đầu (Sáng tác)                                          | Thí sinh 1          | Thí sinh 2     | CỨU/CƯỚP    | CỨU/CƯỚP  | CỨU/CƯỚP  |
| --- | --------- | ------------------------------------------------------------------- | ------------------- | -------------- | ----------- | --------- | --------- |
| 1   | Tuấn Ngọc | Ta còn yêu nhau - Vài phút trước (Nguyễn Công Thành - Vũ Cát Tường) | Phan Thị Huỳnh Giao | Trần Duy Đạt   | HỒ HOÀI ANH | THANH HÀ  | TUẤN HƯNG |
| 2   | Tuấn Hưng | I'm not the only one (Sam Smith, James Napier)                      | Đỗ Hoài Nam         | David Bryan    | HỒ HOÀI ANH | THANH HÀ  | TUẤN NGỌC |
| 3   | Tuấn Ngọc | Rewrite the stars (Benj Pabek, Justin Paul)                         | Vương Chí Bảo       | Trần Hồng Liên | HỒ HOÀI ANH | THANH HÀ  | TUẤN HƯNG |
| 4   | Tuấn Hưng | Maria (Nhạc ngoại: Jimmy Destri. Lời Việt: Lưu Thiên Hương)         | Lâm Bảo Ngọc        | Nguyễn Cathy   | HỒ HOÀI ANH | THANH HÀ  | TUẤN NGỌC |
| 5   | Thanh Hà  | Muộn màng là từ lúc - Ai khóc nỗi đau này (Đức Trí)                 | Trần Lê Bích Tuyết  | Đinh Bảo Yến   | HỒ HOÀI ANH | TUẤN NGỌC | TUẤN HƯNG |

### Tập 8 (02/06/2019)
| STT | Đội         | Bài hát đối đầu (Sáng tác)                                                                                            | Thí sinh 1                                              | Thí sinh 2                                    | Thí sinh 3       | Thí sinh 4        |
| --- | ----------- | --- | ------------------------------------------------------- | --------------------------------------------- | ---------------- | ----------------- |
| 1   | Hồ Hoài Anh | Come back home (Vũ Cát Tường)                                                                                         | Nguyễn Cát Tiên                                         | Trần Hà Thu                                   | Nguyễn Thị Trang | —                 |
| 2   | Hồ Hoài Anh | Thời thanh xuân sẽ qua (Phạm Hồng Phước)                                                                              | Huỳnh Công Luận                                         | Trần Thị Dung                                 | —                | —                 |
| 3   | Hồ Hoài Anh | Trạm dừng chân (Hoàng Long)                                                                                           | Phạm Thị Bảo Trân                                       | Nguyễn Thùy Dương                             | Hoàng Tùng Anh   | Nguyễn Khánh Linh |
| 4   | Hồ Hoài Anh | Tình đơn phương - Chạm đáy nỗi đau - Trà sữa - Quá lâu (Lời Việt: Chu Minh Ký - Mr.Siro - Đinh Nho Khoa - Vinh Khuất) | Đinh Nho Khoa                                           | Vũ Đức Thịnh                                  | Nguyễn Tùng Hiếu | Hoàng Đình Quân   |
| 5   | Hồ Hoài Anh | Hãy yêu nhau đi - Để gió cuốn đi (Trịnh Công Sơn)                                                                     | Lê Văn Khả My Lê Khánh Linh Võ Nguyễn Quỳnh Như Lê Diễm | Nguyễn Quốc Khánh Lưu Vũ Đình Huy Trần Vũ Huy | —                | —                 |

## Vòng Knock-out (Đo ván)
Vòng Đo ván của mùa thứ 6 luật chơi cơ bản giống với luật chơi mùa thứ 5. Các thí sinh sẽ không còn đấu với nhau trong nội bộ đội mình mà sẽ đấu với các thí sinh của đội khác để giành lấy suất đi tiếp. Thí sinh của các đội khác nhau được bắt cặp thi Đo ván theo hình thức “bốc thăm may mắn” và một loại một. Mỗi HLV có 2 lần được quyền đưa ra lời thách đấu và mỗi lần thách đấu với 1 HLV khác nhau. HLV đưa ra thách đấu được chọn học trò bước lên sân khấu Đo ván. Thí sinh lựa chọn đối thủ từ team nhận lời thách đấu bằng cách bốc thăm ngẫu nhiên. Điểm khác của luật chơi vòng Đo ván mùa thứ 6 là kết quả sẽ được phân định hoàn toàn bởi tỉ lệ phần trăm khán giả trường quay bình chọn qua tổng đài 1050 để chọn ra thí sinh thắng cuộc của mỗi trận đấu (không có phần bình chọn bởi Hội đồng như ở mùa 5). Sau vòng Đo ván, số lượng thí sinh vào vòng Biểu diễn trực tiếp của các đội sẽ khác nhau tùy thuộc vào số lần thắng hay thua của đội đó trong các trận đấu. Vòng Đo ván mùa thứ 6 là phần thi đấu giữa 3 đội Thanh Hà - Tuấn Ngọc - Tuấn Hưng, riêng đội Hồ Hoài Anh sẽ nằm ngoài tranh đấu vòng thi này mà thí sinh của đội Hồ Hoài Anh thi riêng thông qua các MV đã được các thí sinh thực hiện từ sau vòng Đối đầu để loại và chọn lựa 3 thí sinh có MV xuất sắc nhất và 2 thí sinh đã vượt qua vòng Đối đầu để được vào vòng Đo ván. Các thí sinh của đội Hồ Hoài Anh sẽ thi đấu với nhau. Khi thi xong, HLV Hồ Hoài Anh sẽ chọn 3 thí sinh hát tốt nhất trong 5 thí sinh để đi vào vòng Liveshow. Ngoài ra, các thí sinh bị loại của 3 đội còn lại sẽ có cơ hội đi tiếp nếu như nhận được quyền "CỨU" duy nhất của HLV Hồ Hoài Anh (3 HLV còn lại không có quyền "CỨU" trong vòng này). 
Từ vòng Đo ván, các thí sinh bị loại của các đội có cơ hội quay trở lại tranh tài trong vòng Biểu diễn trực tiếp nếu như nhận được số bình chọn cao nhất "Chiếc vé may mắn" trên trang báo điện tử Saostar.vn. Chỉ có duy nhất 1 thí sinh có số bình chọn cao nhất trên Saostar.vn của cả bốn đội nhận được "Chiếc vé may mắn" để quay lại vòng Liveshow cùng các thí sinh của các đội đã qua vòng Đo ván.
     – Thắng
     – Thua
     – Được cứu

### Tập 9 (09/06/2019)
| TT | Đội         | Thí sinh          | Bài hát dự thi (Sáng tác)                          | Kết quả    |
| -- | ----------- | ----------------- | -------------------------------------------------- | ---------- |
| 1  | Hồ Hoài Anh | Vũ Đức Thịnh      | Đường nào đến trái tim em (Vũ Trung Đức)           | Loại       |
| 2  | Hồ Hoài Anh | Nguyễn Cát Tiên   | Yếu đuối ai xem (Jaykii)                           | Loại       |
| 3  | Hồ Hoài Anh | Trần Thị Dung     | Nàng thơ xứ Huế (Nhạc: Hồ Hoài Anh. Thơ: Khánh Ly) | HLV chọn 3 |
| 4  | Hồ Hoài Anh | Phạm Thị Bảo Trân | Không cần (Hải Sâm)                                | HLV chọn 2 |
| 5  | Hồ Hoài Anh | Huỳnh Công Luận   | Anh ấy cô ấy (Phạm Toàn Thắng)                     | HLV chọn 1 |

### Tập 10 (16/06/2019)
| TT | Đội thách đấu - Đội bị thách đấu | Thí sinh đội 1           | MS BC | Bài hát dự thi (Sáng tác)              | Kết quả | Thí sinh đội 2                                              | MS BC | Bài hát dự thi (Sáng tác)              | Kết quả |
| -- | -------------------------------- | ------------------------ | ----- | -------------------------------------- | ------- | ----------------------------------------------------------- | ----- | -------------------------------------- | ------- |
| 1  | Tuấn Ngọc Tuấn Hưng              | Hoàng Đức Thịnh          | 02    | Xin còn gọi tên nhau (Trường Sa)       | 58,77%  | Đỗ Hoài Nam                                                 | 18    | Sau chia tay (Trần Dũng Khánh)         | 41,23%  |
| 2  | Tuấn Hưng Thanh Hà               | Lê Hồng Hòa Lê Hồng Hiếu | 16    | Live for this moment (Dương Khắc Linh) | 30,77%  | Trần Đức Trường                                             | 13    | Một phút (Trương Nguyễn Hoài Nam)      | 69,23%  |
| 3  | Thanh Hà Tuấn Ngọc               | Diêu Ngọc Bích Trâm      | 09    | Yêu một ai khác (Châu Đăng Khoa)       | 73,02%  | Phan Thị Huỳnh Giao                                         | 03    | Bài hát của em (Trang)                 | 26,98%  |
| 4  | Tuấn Hưng Thanh Hà               | Trần Hằng My             | 15    | Mặt trời của em (Kai Đinh, Justa Tee)  | 57,75%  | Bùi Tuấn Anh                                                | 10    | Xin em (Nguyễn Hồng Thuận)             | 42,25%  |
| 5  | Tuấn Ngọc Thanh Hà               | Vũ Xuân Đạt              | 06    | San Francisco (Vũ Cát Tường)           | 53,33%  | Võ Đức Trí Hoàng Đức Toàn Nguyễn Minh Huy Nguyễn Quang Hiếu | 08    | Quay lưng (Tô Minh Vũ, Lê Thị Hải Yến) | 46,67%  |

### Tập 11 (23/06/2019)
| TT | Đội thách đấu - Đội bị thách đấu | Thí sinh đội 1     | MS BC | Bài hát dự thi (Sáng tác)                            | Kết quả | Thí sinh đội 2    | MS BC | Bài hát dự thi (Sáng tác)                                     | Kết quả |
| -- | -------------------------------- | ------------------ | ----- | ---------------------------------------------------- | ------- | ----------------- | ----- | ------------------------------------------------------------- | ------- |
| 1  | Thanh Hà Tuấn Hưng               | Nguyễn Châu Nhi    | 12    | Yêu 5 (Vũ Đức Thiện)                                 | 61,5%   | Nguyễn Hoàng Bách | 19    | Phải có em (Kai Đinh)                                         | 38,5%   |
| 2  | Tuấn Ngọc Tuấn Hưng              | Nguyễn Hải Anh     | 04    | Góc tối (Nguyễn Hải Phong)                           | 49,13%  | Lâm Bảo Ngọc      | 20    | Killing me softly with his song (Norman Gimbel, Charles Fox)  | 50,87%  |
| 3  | Tuấn Hưng Tuấn Ngọc              | Trần Duy Đạt       | 17    | Xin anh đừng (Đỗ Hiếu)                               | 71,51%  | Nguyễn Thảo Vân   | 05    | I surrender (Louis Biancaniello, Sam Watters, Samuel Watters) | 28,49%  |
| 4  | Thanh Hà Tuấn Ngọc               | Trần Lê Bích Tuyết | 11    | Comme toi (Jean, Jacques Goldman Lời Việt: Khúc Lan) | 59,33%  | Vương Chí Bảo     | 07    | Em không là duy nhất (Lương Bằng Quang)                       | 40,67%  |
| 5  | Tuấn Ngọc Tuấn Hưng              | Văn Võ Ngọc Nhân   | 01    | Hẹn một mai (Nguyễn Duy Anh)                         | 75,69%  | Ella Beth         | 14    | Cho em gần anh thêm chút nữa (Tăng Nhật Tuệ)                  | 24,31%  |

## Vòng Play-off (Vòng Trình diễn)

### Tập 12 (30/06/2019)
Liveshow 1 của Giọng hát Việt 2019 là các phần thi của 3 đội Thanh Hà, Tuấn Ngọc và Tuấn Hưng. Kết quả các thí sinh đi tiếp hay dừng lại sẽ được công bố ngay sau khi các thí sinh đã trình diễn xong theo quy tắc:
- 6 thí sinh có số lượng bình chọn tin nhắn của khán giả trường quay cao hơn sẽ được vào thẳng vòng tiếp theo.
- 4 thí sinh không có lượng bình chọn tin nhắn của khán giả trường quay nằm trong top 6 sẽ bị loại.

| Đội       | Mã số | Tên thí sinh        | Bài hát dự thi            | Tác giả                       | Kết quả |
| --------- | ----- | ------------------- | ------------------------- | ----------------------------- | ------- |
| Thanh Hà  | 11    | Trần Lê Bích Tuyết  | Đóa hoa hồng              | Trương Nguyễn Hoài Nam        | 8,74%   |
| Thanh Hà  | 09    | Diêu Ngọc Bích Trâm | Giận anh                  | Đức Trí                       | 16,75%  |
| Thanh Hà  | 13    | Trần Đức Trường     | Cảm giác lúc ấy sẽ ra sao | Only C, Hưng Cacao            | 6,07%   |
| Thanh Hà  | 12    | Nguyễn Châu Nhi     | Đừng yêu nữa, em mệt rồi  | Nguyễn Phúc Thiện             | 2,05%   |
|           |       |                     |                           |                               |         |
| Tuấn Ngọc | 06    | Vũ Xuân Đạt         | Mẹ anh bảo cưới           | Nguyễn Thương, Tuấn Dũng      | 8,22%   |
| Tuấn Ngọc | 01    | Văn Võ Ngọc Nhân    | Đi đâu để thấy hoa bay    | Nguyễn Hoàng Dũng             | 7,98%   |
| Tuấn Ngọc | 02    | Hoàng Đức Thịnh     | Thư pháp                  | Nguyễn Duy Hùng               | 15,82%  |
|           |       |                     |                           |                               |         |
| Tuấn Hưng | 15    | Trần Hằng My        | Yếu đuối                  | Nguyễn Hoàng Dũng             | 4,96%   |
| Tuấn Hưng | 20    | Lâm Bảo Ngọc        | I don't believe           | Nguyễn Phạm Thùy Trang        | 18,83%  |
| Tuấn Hưng | 17    | Trần Duy Đạt        | You are my everything     | Nhạc Hàn. Lời Việt: Ái Phương | 10,58%  |

### Tập 13 (07/07/2019)
Liveshow 2 của Giọng hát Việt 2019 là các phần thi của 4 đội Hồ Hoài Anh, Thanh Hà, Tuấn Ngọc và Tuấn Hưng. Ngoài 6 thí sinh đã vượt qua đêm liveshow 1, 2 thí sinh được chọn ở vòng thi phòng trà của đội Hồ Hoài Anh diễn ra trước liveshow 1 là Trần Thị Dung và Nguyễn Hải Anh cùng 1 thí sinh nhận được bình chọn cao nhất từ "Chiếc vé may mắn" được khán giả bình chọn trên trang Saostar.vn để quay trở lại chương trình sẽ cùng trình diễn ở Liveshow 2. Kết quả các thí sinh đi tiếp hay dừng lại sẽ được công bố ngay sau khi các thí sinh đã trình diễn xong theo quy tắc:
- 7 thí sinh có số lượng bình chọn tin nhắn của khán giả trường quay cao hơn sẽ được vào thẳng vòng tiếp theo.
- 2 thí sinh không có lượng bình chọn tin nhắn của khán giả trường quay nằm trong top 7 sẽ bị loại.

| Đội         | Mã số | Tên thí sinh                                                | Bài hát dự thi                               | Tác giả                                | Kết quả |
| ----------- | ----- | ----------------------------------------------------------- | -------------------------------------------- | -------------------------------------- | ------- |
| Hồ Hoài Anh | 21    | Trần Thị Dung                                               | Và thế là hết                                | Chillies                               | 15,13%  |
| Hồ Hoài Anh | 04    | Nguyễn Hải Anh                                              | Tôi tìm thấy tôi                             | Hồ Hoài Anh                            | An toàn |
|             |       |                                                             |                                              |                                        |         |
| Thanh Hà    | 08    | Võ Đức Trí Hoàng Đức Toàn Nguyễn Minh Huy Nguyễn Quang Hiếu | Hè muộn                                      | Dương Thụ, Bằng Kiều                   | 18,47%  |
| Thanh Hà    | 09    | Diêu Ngọc Bích Trâm                                         | Anh ơi ở lại                                 | Nguyễn Tấn Đạt                         | 8,84%   |
| Thanh Hà    | 11    | Trần Lê Bích Tuyết                                          | Part of your world - Em mới là người yêu anh | Howard Ashman, Alan Menken - Khắc Hưng | 17,14%  |
|             |       |                                                             |                                              |                                        |         |
| Tuấn Ngọc   | 02    | Hoàng Đức Thịnh                                             | Bác làm vườn và con chim sâu                 | Lê Đức Hùng                            | An toàn |
| Tuấn Ngọc   | 06    | Vũ Xuân Đạt                                                 | Xinh lung linh                               | Lưu Thiên Hương                        | Loại    |
|             |       |                                                             |                                              |                                        |         |
| Tuấn Hưng   | 17    | Trần Duy Đạt                                                | Chơ vơ                                       | Vũ Cát Tường                           | Loại    |
| Tuấn Hưng   | 20    | Lâm Bảo Ngọc                                                | I will go to you like the first snow         | Song ngữ Hàn Việt. Lời Việt: Tuệ Minh  | 10,84%  |

### Tập 14 (14/07/2019)
Liveshow 3 của Giọng hát Việt 2019 (đêm bán kết) là các phần thi của 4 đội Hồ Hoài Anh, Thanh Hà, Tuấn Ngọc và Tuấn Hưng. Kết quả các thí sinh đi tiếp hay dừng lại sẽ được công bố ngay sau khi các thí sinh đã trình diễn xong theo quy tắc:
- 5 thí sinh có số lượng bình chọn tin nhắn của khán giả trường quay cao hơn sẽ được vào thẳng vòng tiếp theo.
- 2 thí sinh không có lượng bình chọn tin nhắn của khán giả trường quay nằm trong top 5 sẽ bị loại.

| Đội         | Mã số | Tên thí sinh                                                | Bài hát dự thi | Bài hát dự thi          | Bài hát dự thi                                                                  | Bài hát dự thi                                                          | Kết quả |
| Đội         | Mã số | Tên thí sinh                                                | Đơn ca         | Tác giả                 | Song ca với HLV                                                                 | Tác giả                                                                 | Kết quả |
| ----------- | ----- | ----------------------------------------------------------- | -------------- | ----------------------- | ------------------------------------------------------------------------------- | ----------------------------------------------------------------------- | ------- |
| Hồ Hoài Anh | 04    | Nguyễn Hải Anh                                              | Người từng nói | Huỳnh Hiền Năng         | Ngược                                                                           | Nhạc: Hồ Hoài Anh Lời: Khánh Ly                                         | 15,98%  |
| Hồ Hoài Anh | 21    | Trần Thị Dung                                               | Sắp vào đông   | Huy Lê                  | Ngược                                                                           | Nhạc: Hồ Hoài Anh Lời: Khánh Ly                                         | Loại    |
|             |       |                                                             |                |                         |                                                                                 |                                                                         |         |
| Thanh Hà    | 11    | Trần Lê Bích Tuyết                                          | Giả vờ say     | Đỗ Hiếu                 | Dù đã biết                                                                      | Nguyễn Minh Cường                                                       | An toàn |
| Thanh Hà    | 09    | Diêu Ngọc Bích Trâm                                         | Tình nhân      | Tăng Nhật Tuệ           | Dù đã biết                                                                      | Nguyễn Minh Cường                                                       | Loại    |
| Thanh Hà    | 08    | Võ Đức Trí Hoàng Đức Toàn Nguyễn Minh Huy Nguyễn Quang Hiếu | Bơ vơ          | Trương Nguyễn Hoài Nam  | Con yêu mẹ Chưa bao giờ mẹ kể Muốn khóc thật to Nhật kí của mẹ Nhà là nơi để về | Vũ Thảo My Châu Đăng Khoa Tăng Nhật Tuệ Nguyễn Văn Chung Lê Thị Hải Yến | 17,62%  |
|             |       |                                                             |                |                         |                                                                                 |                                                                         |         |
| Tuấn Ngọc   | 02    | Hoàng Đức Thịnh                                             | Chưa bao giờ   | Huỳnh Nữ Thủy Tiên      | Ghen                                                                            | Nhạc: Trọng Khương Thơ: Nguyễn Bính                                     | 18,17%  |
|             |       |                                                             |                |                         |                                                                                 |                                                                         |         |
| Tuấn Hưng   | 20    | Lâm Bảo Ngọc                                                | Never enough   | Benj Pabek, Justin Paul | Đêm cô đơn                                                                      | Trung Kiên                                                              | 19,81%  |

### Tập 15 (21/07/2019)
Liveshow 4 của Giọng hát Việt 2019 là đêm chung kết được phát sóng trực tiếp và công bố kết quả quán quân của chương trình với những tiết mục khách mời đặc sắc. Quán quân của chương trình được xác định hoàn toàn dựa vào lượng tin nhắn của khán giả trong đêm chung kết qua tổng đài 1050 và trang báo điện tử Saostar.vn.
| Đội         | Mã số | Tên thí sinh                                                | Bài hát dự thi          | Bài hát dự thi                    | Bài hát dự thi                | Bài hát dự thi                                                                              | Kết quả |
| Đội         | Mã số | Tên thí sinh                                                | Đơn ca                  | Tác giả                           | Song ca với khách mời         | Tác giả                                                                                     | Kết quả |
| ----------- | ----- | ----------------------------------------------------------- | ----------------------- | --------------------------------- | ----------------------------- | ------------------------------------------------------------------------------------------- | ------- |
| Hồ Hoài Anh | 04    | Nguyễn Hải Anh                                              | Là anh đó               | Trương Nguyễn Hoài Nam            | Ave Maria - Take me to church | Franz Schubert - Andrew Hozier Byrne                                                        | 14,15%  |
|             |       |                                                             |                         |                                   |                               |                                                                                             |         |
| Thanh Hà    | 08    | Võ Đức Trí Hoàng Đức Toàn Nguyễn Minh Huy Nguyễn Quang Hiếu | Trên đỉnh Phù Vân       | Phó Đức Phương                    | Đã hơn một lần - Firework     | Tăng Nhật Tuệ - Katy Perry, Mikkel S. Eriksen, Tor Erik Hermansen, Sandy Wihelm, Ester Dean | 14,69%  |
| Thanh Hà    | 11    | Trần Lê Bích Tuyết                                          | Hỏi thế gian tình là gì | Dư Quốc Vương, Trần Lê Bích Tuyết | Ghen                          | Khắc Hưng                                                                                   | 6,43%   |
|             |       |                                                             |                         |                                   |                               |                                                                                             |         |
| Tuấn Ngọc   | 02    | Hoàng Đức Thịnh                                             | Tìm lại nhau            | Lưu Thiên Hương                   | Nơi tình yêu bắt đầu          | Tiến Minh                                                                                   | 35,93%  |
|             |       |                                                             |                         |                                   |                               |                                                                                             |         |
| Tuấn Hưng   | 20    | Lâm Bảo Ngọc                                                | Writing's on the wall   | Sam Smith, Jimmy Napes            | Độc ẩm - Túy âm               | Khắc Hưng - Xesi, Masew, Nhật Nguyễn                                                        | 28,82%  |

Tiết mục biểu diễn của khách mời:
| Thứ tự | Khách mời                                   | Bài hát                   | Sáng tác        | Ghi chú     |
| ------ | ------------------------------------------- | ------------------------- | --------------- | ----------- |
| 1      | Hồ Hoài Anh, Thanh Hà, Tuấn Ngọc, Tuấn Hưng | Và con tim đã vui trở lại | Đức Huy         | Mở màn      |
| 2      | Ali Hoàng Dương                             | Ghét - Đêm                | Lưu Thiên Hương | Chờ kết quả |

## Bảng loại trừ
Đội
| - Hồ Hoài Anh - Thanh Hà | - Tuấn Ngọc - Tuấn Hưng |

Kết quả chi tiết
| - Quán quân - Á quân 1 - Á quân 2 - Á quân 3 - Á quân 4 | - Được cứu bởi "Chiếc vé may mắn" - Thí sinh an toàn do được khán giả chọn - Thí sinh được chọn qua vòng loại phòng trà (dành riêng đội Hồ Hoài Anh) - Thí sinh bị loại |

| Thí sinh                                                    | Tuần 1                          | Tuần 2        | Tuần 3 (Bán kết) | Tuần 4 (Chung kết) |
| ----------------------------------------------------------- | ------------------------------- | ------------- | ---------------- | ------------------ |
| Hoàng Đức Thịnh                                             | 15,82%                          | An toàn       | 18,17%           | 35,93%             |
| Lâm Bảo Ngọc                                                | 18,83%                          | 10,84%        | 19,81%           | 28,32%             |
| Võ Đức Trí Hoàng Đức Toàn Nguyễn Minh Huy Nguyễn Quang Hiếu | Được cứu bởi "Chiếc vé may mắn" | 18,47%        | 17,62%           | 14,69%             |
| Nguyễn Hải Anh                                              | Được chọn vào liveshow 2        | An toàn       | 15,98%           | 14,15%             |
| Trần Lê Bích Tuyết                                          | 8,74%                           | 17,14%        | An toàn          | 6,43%              |
| Diêu Ngọc Bích Trâm                                         | 16,75%                          | 8,84%         | Loại             | Loại (Bán kết)     |
| Trần Thị Dung                                               | Được chọn vào liveshow 2        | 15,13%        | Loại             | Loại (Bán kết)     |
| Trần Duy Đạt                                                | 10,58%                          | Loại          | Loại (Tuần 2)    | Loại (Tuần 2)      |
| Vũ Xuân Đạt                                                 | 8,22%                           | Loại          | Loại (Tuần 2)    | Loại (Tuần 2)      |
| Văn Võ Ngọc Nhân                                            | 7,98%                           | Loại (Tuần 1) | Loại (Tuần 1)    | Loại (Tuần 1)      |
| Trần Đức Trường                                             | 6,07%                           | Loại (Tuần 1) | Loại (Tuần 1)    | Loại (Tuần 1)      |
| Trần Hằng My                                                | 4,96%                           | Loại (Tuần 1) | Loại (Tuần 1)    | Loại (Tuần 1)      |
| Nguyễn Châu Nhi                                             | 2,05%                           | Loại (Tuần 1) | Loại (Tuần 1)    | Loại (Tuần 1)      |
| Huỳnh Công Luận                                             | Loại                            | Loại (Tuần 1) | Loại (Tuần 1)    | Loại (Tuần 1)      |
| Phạm Thị Bảo Trân                                           | Loại                            | Loại (Tuần 1) | Loại (Tuần 1)    | Loại (Tuần 1)      |

Đội
| - Hồ Hoài Anh - Thanh Hà | - Tuấn Ngọc - Tuấn Hưng |

Kết quả chi tiết
| - Quán quân - Á quân 1 - Á quân 2 - Á quân 3 - Á quân 4 | - Thí sinh được cứu bởi "Chiếc vé may mắn" - Thí sinh được vào vòng trong nhờ sự bình chọn của khán giả - Thí sinh được chọn qua vòng loại phòng trà (dành riêng đội Hồ Hoài Anh) - Thí sinh bị loại |

| Thí sinh                                                    | Tuần 1                          | Tuần 2  | Tuần 3 (Bán kết) | Tuần 4 (Chung kết) |  |
| ----------------------------------------------------------- | ------------------------------- | ------- | ---------------- | ------------------ |  |
| Nguyễn Hải Anh                                              | Được chọn vào liveshow 2        | An toàn | 15,98%           | 14,15%             |  |
| Trần Thị Dung                                               | Được chọn vào liveshow 2        | 15,13%  | Loại             |                    |  |
| Huỳnh Công Luận                                             | Loại                            |         |                  |                    |  |
| Phạm Thị Bảo Trân                                           | Loại                            |         |                  |                    |  |
|                                                             |                                 |         |                  |                    |  |
| Võ Đức Trí Hoàng Đức Toàn Nguyễn Minh Huy Nguyễn Quang Hiếu | Được cứu bởi "Chiếc vé may mắn" | 18,47%  | 17,62%           | 14,69%             |  |
| Trần Lê Bích Tuyết                                          | 8,74%                           | 17,14%  | An toàn          | 6,43%              |  |
| Diêu Ngọc Bích Trâm                                         | 16,75%                          | 8,84%   | Loại             |                    |  |
| Trần Đức Trường                                             | 6,07%                           |         |                  |                    |  |
| Nguyễn Châu Nhi                                             | 2,05%                           |         |                  |                    |  |
|                                                             |                                 |         |                  |                    |  |
| Hoàng Đức Thịnh                                             | 15,82%                          | An toàn | 18,17%           | 35,93%             |  |
| Vũ Xuân Đạt                                                 | 8,22%                           | Loại    |                  |                    |  |
| Văn Võ Ngọc Nhân                                            | 7,98%                           |         |                  |                    |  |
|                                                             |                                 |         |                  |                    |  |
| Lâm Bảo Ngọc                                                | 18,83%                          | 10,84%  | 19,81%           | 28,32%             |  |
| Trần Duy Đạt                                                | 10,58%                          | Loại    |                  |                    |  |
| Trần Hằng My                                                | 4,96%                           |         |                  |                    |  |

## Tiền sử tham gia các cuộc thi khác của thí sinh

### Nhạc hội song ca
- Vũ Đức Thịnh (đội ca sĩ Minh Xù, mùa 2, 2018)
- Võ Đức Trí (đội ca sĩ Jang Mi, mùa 2, 2018)

### Giọng hát Việt nhí
- Nguyễn Tùng Hiếu (Top 15, đội Hồ Hoài Anh và Lưu Hương Giang, mùa 1, 2013)
- Trần Hằng My (Top 6, đội Hồ Hoài Anh và Lưu Hương Giang, mùa 3, 2015)
- Đinh Nho Khoa (Dừng chân Vòng Giấu mặt, mùa 1, 2013)

### Nhân tố bí ẩn
- Vũ Đức Thịnh (nhóm The Wings, Á quân, mùa 2, 2016)
- Diêu Ngọc Bích Trâm (nhóm BBQ, mùa 2, 2016)

### Giai điệu chung đôi
- Hoàng Đức Toàn (Mùa 1, 2018)

### Giọng ải giọng ai
- Nguyễn Trần Minh Tân (Tập 6, mùa 1, 2016)
- Võ Đức Trí (Tập 15, mùa 1, 2016)
- Kiều Phan Quốc Lân (Tập 4, mùa 2, 2017)
- Nguyễn Hoài Vũ (Tập 13, mùa 2, 2017)
- Nguyễn Tùng Hiếu (Tập 1, mùa 3, 2018)
- Huỳnh Công Luận (Tập 9, mùa 3, 2018)
- Nguyễn Minh Huy (Tập 15, mùa 3, 2018)
- Bùi Tuấn Anh (Tập 1, mùa 5, 2020)

### Dự án số 1 (The Debut)
- Nguyễn Quang Hiếu (Mùa 1, 2018)
- Nhóm Mystery (Mùa 1, 2018)

### Giọng hát hay Hà Nội
- Nguyễn Cát Tiên (Quán quân, 2018)

### Liên hoan tiếng hát truyền hình toàn quốc (Sao Mai)
- Nguyễn Cát Tiên (Top 9, dòng nhạc nhẹ, 2015)
- Lâm Bảo Ngọc (Giải nhì, dòng nhạc nhẹ, 2017)

### Thần tượng âm nhạc Việt Nam
- Nguyễn Tiến Việt (Top 5, mùa 5, 2013)

### Ca khúc Truyền hình châu Âu (Eurovision Song Contest)
- David Bryan (Hạng 17, nhóm Hotel FM (đại diện của Romania), 2011)

### Tuyệt đỉnh song ca
- Nguyễn Trần Minh Tân (Đội Minh Tuyết - Quang Lê, mùa 3, 2018)

### Ban nhạc quyền năng
- Nguyễn Trần Minh Tân (Dừng chân vòng 1)

### Thần tượng Bolero
- Trần Hà Thu (Top 6, đội Ngọc Sơn, mùa 3, 2018)

### Quý ông đại chiến
- Vũ Đức Thịnh (2018)

### Tiếng Hát Tượng
- Bùi Tuấn Anh (Top 10, 2017) 

### Gala Sắc Màu
- Bùi Tuấn Anh (Á Quân, 2018)

### Hutech Idol
- Bùi Tuấn Anh (Quán Quân, 2018)

### Sàn Đấu Ca Từ
- Văn Võ Ngọc Nhân (Tập 1, Mùa 4, 2019)

### Lạ lắm à nha
- Juky San (Tập 4, Mùa 1, 2021)

### Ca sĩ mặt nạ
- Juky San (Mascot Chipchip Pink, Mùa 1, 2022)
- Lâm Bảo Ngọc (Mascot Hippohappy, Top 4 mùa 2, 2023)